# Peniophora bruneiensis
Peniophora bruneiensis är en svampart som beskrevs av Hjortstam 1998. Peniophora bruneiensis ingår i släktet Peniophora och familjen Peniophoraceae.   Inga underarter finns listade i Catalogue of Life.